# Liste der Kulturgüter in Sulgen
Die Liste der Kulturgüter in Sulgen enthält alle Objekte in der Gemeinde Sulgen im Kanton Thurgau, die gemäss der Haager Konvention zum Schutz von Kulturgut bei bewaffneten Konflikten, dem Bundesgesetz vom 20. Juni 2014 über den Schutz der Kulturgüter bei bewaffneten Konflikten sowie der Verordnung vom 29. Oktober 2014 über den Schutz der Kulturgüter bei bewaffneten Konflikten unter Schutz stehen.
Objekte der Kategorie A sind im Gemeindegebiet nicht ausgewiesen, Objekte der Kategorie B sind vollständig in der Liste enthalten, Objekte der Kategorie C fehlen zurzeit (Stand: 1. Januar 2023).

## Kulturgüter
| Foto |                                                                                  | Objekt                                               | Kat. | Typ | Standort                                        | Beschreibung |
| ---- | -------------------------------------------------------------------------------- | ---------------------------------------------------- | ---- | --- | ----------------------------------------------- | ------------ |
| ja   | Datei hochladen · Wikidata zu Katholische Kirche St. Peter und Paul (Q114853109) | Katholische Kirche St. Peter und Paul KGS-Nr.: 03008 | B    | G   | Rebbergstrasse 16 731601 / 266842               |              |
| ja   | Datei hochladen · Wikidata zu Reformierte Kirche (Q29883411)                     | Reformierte Kirche KGS-Nr.: 05176                    | B    | G   | Kirchstrasse 20 731369 / 267267                 |              |
| ja   | Datei hochladen · Wikidata zu Wohnhaus Lindenhof (Q29883413)                     | Wohnhaus Lindenhof KGS-Nr.: 11039                    | B    | G   | Hessenreuti 9 732738 / 267798                   |              |
| ja   | Datei hochladen · Wikidata zu Ehemalige Wirtschaft Traube (Q29883409)            | Ehemalige Wirtschaft Traube KGS-Nr.: 13808           | B    | G   | Götighofen, Langenrainstrasse 3 733856 / 266512 |              |